# Rozelieures
Ne doit pas être confondu avec Rozérieulles.
Rozelieures est une commune française de Lorraine, située dans le département de Meurthe-et-Moselle en région Grand Est.

## Géographie
Le village est principalement desservi par la route départementale 22 qui le relie à Vennezey à l'est et à Bayon à l'ouest. Il est relié à Saint-Boingt par la départementale 22d. Les autres communes voisines sont accessibles par des routes communales.
La totalité du territoire est compris dans le bassin versant de l'Euron.
Le bâtiment de la mairie est à 300 mètres d'altitude. Le territoire culmine à 360 mètres dans le bois de Réthimont, au nord et en direction de Remenoville. Le point le plus bas se situe à 261 mètres, au nord-ouest en direction de Clayeures, là où l'Euron quitte le territoire.
| Clayeures           | Moriviller   | Remenoville |
| Borville            | Rozelieures  | Vennezey    |
| Saint-Rémy-aux-Bois | Saint-Boingt |             |

### Hydrographie
La commune est dans le bassin versant du Rhin, au sein du bassin Rhin-Meuse. Elle est drainée par le ruisseau de Paleboeuf, le ruisseau le Rouai et l'Euron,.

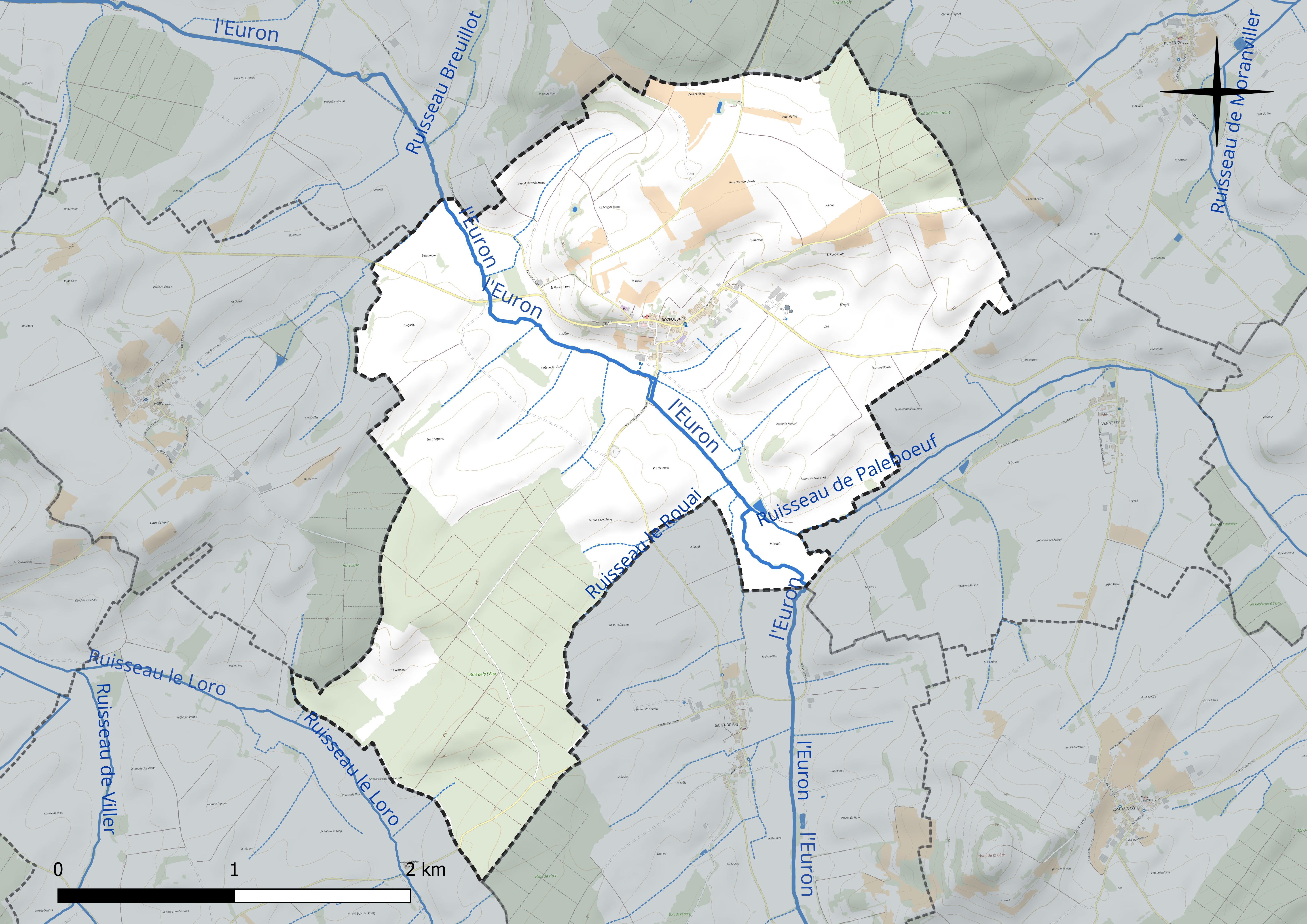
Réseau hydrographique de Rozelieures.

### Climat
Pour des articles plus généraux, voir Climat du Grand Est et Climat de Meurthe-et-Moselle.
En 2010, le climat de la commune est de type climat des marges montargnardes, selon une étude du Centre national de la recherche scientifique s'appuyant sur une série de données couvrant la période 1971-2000. En 2020, Météo-France publie une typologie des climats de la France métropolitaine dans laquelle la commune est exposée à un climat semi-continental et est dans la région climatique  Lorraine, plateau de Langres, Morvan, caractérisée par un hiver rude (1,5 °C), des vents modérés et des brouillards fréquents en automne et hiver. 
Pour la période 1971-2000, la température annuelle moyenne est de 9,5 °C, avec une amplitude thermique annuelle de 16,8 °C. Le cumul annuel moyen de précipitations est de 859 mm, avec 12,1 jours de précipitations en janvier et 10 jours en juillet. Pour la période 1991-2020, la température moyenne annuelle observée sur la station météorologique de Météo-France la plus proche, « Roville », sur la commune de Roville-aux-Chênes à 14 km à vol d'oiseau, est de 10,3 °C et le cumul annuel moyen de précipitations est de 833,3 mm. 
La température maximale relevée sur cette station est de 40 °C, atteinte le 25 juillet 2019 ; la température minimale est de −24,5 °C, atteinte le 2 janvier 1971,,. 
Les paramètres climatiques de la commune ont été estimés pour le milieu du siècle (2041-2070) selon différents scénarios d'émission de gaz à effet de serre à partir des nouvelles projections climatiques de référence DRIAS-2020. Ils sont consultables sur un site dédié publié par Météo-France en novembre 2022.

## Urbanisme

### Typologie
Au 1er janvier 2024, Rozelieures est catégorisée commune rurale à habitat dispersé, selon la nouvelle grille communale de densité à sept niveaux définie par l'Insee en 2022.
Elle est située hors unité urbaine. Par ailleurs la commune fait partie de l'aire d'attraction de Nancy, dont elle est une commune de la couronne,. Cette aire, qui regroupe 353 communes, est catégorisée dans les aires de 200 000 à moins de 700 000 habitants,.

### Occupation des sols
L'occupation des sols de la commune, telle qu'elle ressort de la base de données européenne d’occupation biophysique des sols Corine Land Cover (CLC), est marquée par l'importance des territoires agricoles (72,7 % en 2018), une proportion identique à celle de 1990 (72,7 %). La répartition détaillée en 2018 est la suivante : terres arables (46,3 %), forêts (24,4 %), prairies (15 %), cultures permanentes (7,8 %), zones agricoles hétérogènes (3,6 %), zones urbanisées (2,9 %). L'évolution de l’occupation des sols de la commune et de ses infrastructures peut être observée sur les différentes représentations cartographiques du territoire : la carte de Cassini (XVIIIe siècle), la carte d'état-major (1820-1866) et les cartes ou photos aériennes de l'IGN pour la période actuelle (1950 à aujourd'hui).

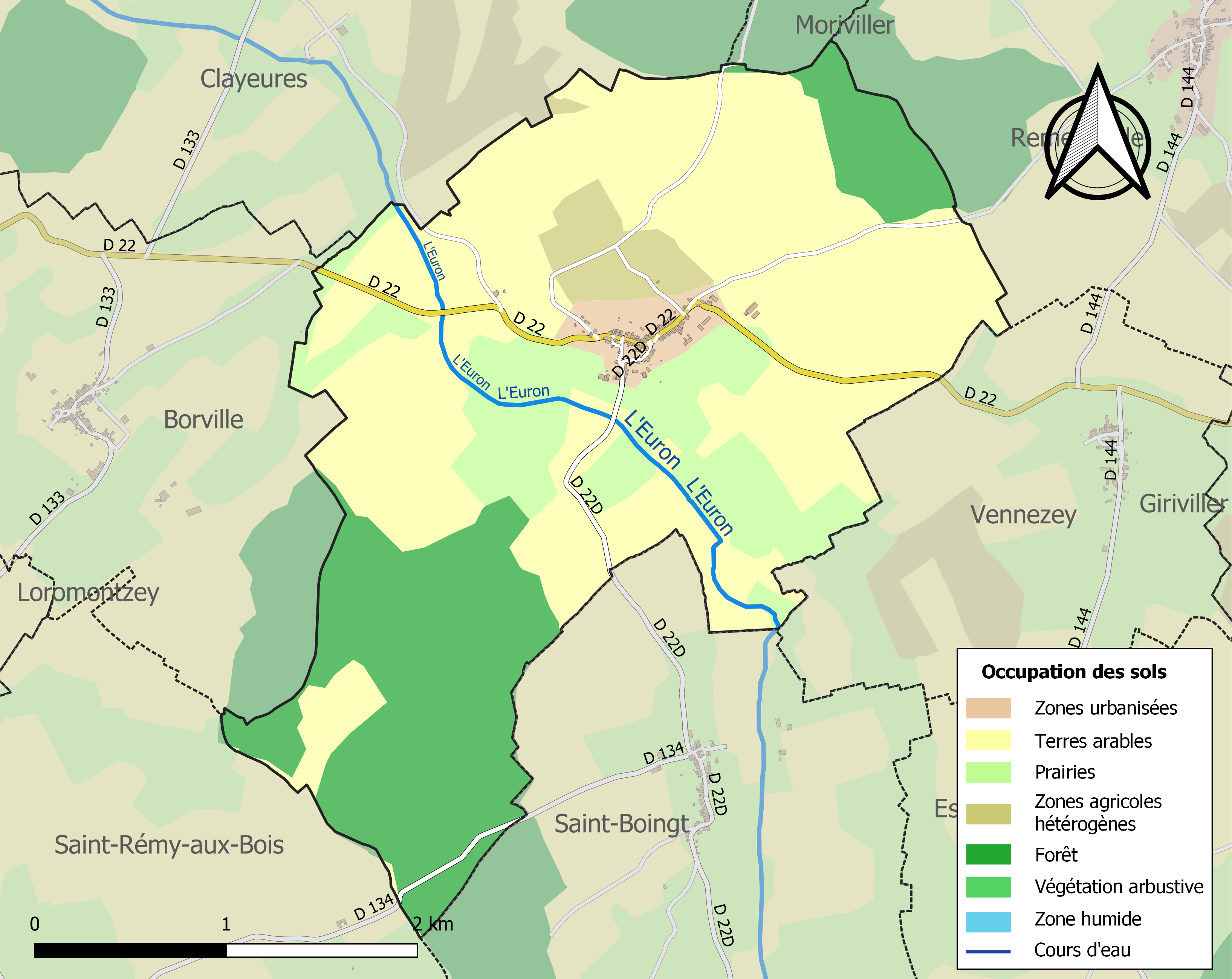
Carte des infrastructures et de l'occupation des sols de la commune en 2018 (CLC).

## Toponymie
Anciennes citations :
Ecclesia Roserolis in comitatu Mortisna en 966 dans une charte de l'abbaye de Vergaville ; Alodium de Roseolis en 1157 dans une charte de l'abbaye de Belchamp ; Roserulœ en 1188 dans une charte de l'abbaye de Beaupré ; Molendinum de Roserules en 1218 ; Molendinum de Rosereules en 1238 ; Rozeruelles en 1291 dans une charte de l'abbaye de Saint-Léopold ; Rezeruelle en 1352 dans une charte de l'abbaye de Belchamp ; Rozeruelle en 1390 dans une charte de l'abbaye de Rosières ; Ecclesia de Rozeruelles en 1402 ; Reseruelle en 1421 et Rozereules en 1425 dans des chartes du domaine de Châtel ; Rouzeruelles en 1466 dans une charte de l'abbaye de Belchamp ; Rouselueres en 1495 ; Roseillieures et Rozereulles en 1528 ; Roseillieurs en 1529 ; Roseilleurs en 1530 ; Rozereulle en 1551, domaine de Châtel ; Rozierieulles en 1554, domaine de Lunéville ; Rouselleures en 1568, domaine de Bayon ; Rosereulle en 1577 dans une charte de Châtel ; Rozelleures en 1600, domaine de Châtel.
Pour Jean Spaite, le toponyme viendrait de roserel, le lieu où vivent belettes et hermines. Ernest Nègre donne une étymologie assez proche : Rozelieures vient de roseruels qui est un mot pluriel signifiant belette et hermine en langue d'oïl, dans lequel la lettre [L] se serait substituée tardivement à la lettre [R]. Godefroy donne la même explication du mot roseruel.
Les travaux des linguistes Longnon, Carrez, Dauzat/Rostaing et Billy s'opposent formellement aux explications données ci-dessus et affirment que Rozelieures se serait formé à partir de rosareolla qui signifiait terrain couvert de roseaux. 
Dans la langue locale, Rozelieures se prononce Rozelûres.

## Histoire
Rozelieures est un village très ancien puisque sa première mention remonte à l'année 966, date à laquelle le village possédait déjà une église et faisait partie du comté de Mortagne.
En 1157, le franc-alleu de Rozelieures fait partie de la confirmation des biens de l'abbaye de Belchamp.
En 1212, Simon de Parroy donne à l'abbaye de Beaupré son moulin de Rozelieures. En 1220, il fait don à la même abbaye de son alleu de Rozelieures.
Dans une charte de 1238, l'évêque de Toul renonce à l'alleu de Rosereures (fief de Rozelieures) qu'il possède en héritage au profit de l'abbaye de Beaupré.
Au mois d'avril 1283, le duc Ferry de Lorraine donne à Jacques, seigneur de Bayon, tout ce qu'il possède à Rozereulles (Roselieures).
En 1318, Henri de Bayon et Marguerite de Nanteuil son épouse font un accord avec l'abbaye de Beaupré par lequel cette dernière cède ce qu'elle possède à Rosereulles (Rozelieures) excepté les héritages de quartiers, le plaid de justice, ses cens en blé et chapons, son droit de pâturage et d'exemption de passages en contr'échange de 20 réseaux de froment et de 30 d'avoine.
Le 1er juin 1337 Henri, comte de Vaudémont donne à Jean de boingnes Saint-Germain une maison sise à Rosereulles (Rozelieures).
Le 20 juillet 1403, Jean de Bousey, seigneur écuyer de Saint-Germain, déclare détenir un affouage dans les bois de son épouse à Rosereulles (Rozelieures).
Dans une délibération de communauté prise le 25 juillet 1428, les habitants décident qu'ils éliront désormais deux hommes pour garder le ban de Rozelieures. Chacun sera affecté à un « seigneuriage ». Ce partage du ban communal en deux seigneuries durera jusqu'à la Révolution.
En 1539, des contestations ont lieu entre les habitants de Rozelieures et ceux de Saint-Boingt pour « des faicts de vainpasturaige des bois que lesdits de Saint-Boing ont par charte d'un seigneur de Châstel  dans les bois de Helz ». Les deux communautés choisissent pour arbitres Gérard d'Haraucourt bailli de Nancy et Antoine Vautrin lieutenant du bailli de Châtel-sur-Moselle.
Au mois de décembre 1612, Claude François de Barbas, seigneur d'Herbéviller donne ses « reversales » au duc de Lorraine pour ce qu'il possède à Rousereulles (Rozelieures). A la même période, on trouve dans une charte du domaine de Châtel-sur-Moselle la liste détaillée des droits seigneuriaux que possède le duc de Lorraine à Rozelieures, via la seigneurie dite de Châtel, l'une des deux seigneuries régissant le village. L'autre seigneurie est nommée « seigneurie de Bayon ».
Ce document est également intéressant sur le plan philologique car il est écrit avec un vocabulaire contenant des mots typiquement lorrains.
Toujours dans le même document, il est dit que le maire de la seigneurie de Chastel (partie de Rozelieures) « est créé par le bailli ou par son lieutenant ». Il a ensuite la charge de « créer » les autres officiers : un eschevin et un doyen ainsi que des « banwartz » (littéralement gardiens du ban ce qui signifie gardes-champêtres). Le maire et les autres officiers constituent la justice de première instance. Les affaires de « haute justice sont portées au bailliage de Chastel ». Les ressortissants de la seigneurie de Chastel ne sont pas obligés d'utiliser le grand four. Ils peuvent cuire où bon leur semble ce qui les éxonère des taxes habituelles du four banal.
En 1710, on lit dans l'état du temporel des paroisses que Rozelieures a « la mère église » et que Borville est son annexe. Le même document précise qu'il existe deux communautés à Rozelieures, une pour chaque seigneurie. Il est rappelé que le duc de Lorraine est haut, moyen et bas justicier pour la seigneurie de Châtel tandis que Madame de Ludres possède la seigneurie de Bayon moins un sixième qui revient à la maison de Salm. Cette seigneurie possède les droits de haute, moyenne et basse justice. Les appels sont portés au bailliage de Nancy. La seigneurie de Bayon est nettement plus importante puisqu'elle est composée de 50 maisons et de plus de 50 masures tandis que la seigneurie de Chastel ne règne que sur 12 sujets.
En 1782, l'ensemble des deux communautés recense 127 feux (ménages) et 380 communiants (personnes se rendant à la communion dominicale).
La même année, le curé de Roselieures institue par testament cinq prix annuels. Le premier pour le laboureur ayant le mieux cultivé ses terres, le deuxième pour le manœuvre ayant le mieux travaillé, le troisième pour le garçon le plus sage, le quatrième pour la fille la plus sage, le cinquième pour le patureau qui n'aura pas eu de cheval gagé ni pris aux dommages.
En 1823, il y avait une foire à Rozelieures le jour de la Saint-Jean.
Le territoire de Rozelieures fut le théâtre d'une bataille décisive lors de la Première Guerre mondiale, du 24 au 26 août 1914, il s’agit de la bataille de la trouée de Charmes.
En 1920 et par décision du président de la République, le conseil municipal de Rozelieures est dissous pour motif d'incapacité à élire un maire.

### Bassompont
Le lieu est situé sur le territoire de Rozelieures à proximité immédiate du pont de l'Euron sur la route de Bayon. Le plan du cadastre du XIXe siècle indique à cet endroit deux bâtiments de part et d'autre de l'Euron. Ils sont disparus depuis la seconde moitié du XXe siècle, au moins.
À l'origine, Bassompont était un franc-alleu. Il fut donné à l'abbaye de Belchamp lors de la fondation de celle-ci et  confirmé en 1157. Dans un autre document, ce lieu est écrit en latin : alodium de Bassoponte.
La possession du lieu par les chanoines valut au fermier et au meunier quelques privilèges. Par ordre du 11 mars 1541, il est fait interdiction aux habitants de Rozelieures de n'exiger aucune chose par forme de contribution ni autrement du meunier de Bassompont. Le décret du 23 septembre 1596 déclare les fermier et meunier dudit lieu exempts de l'aide générale de « landfreid »(1) et des droits de haut-conduit (2) et autres semblables. Le décret du 19 janvier 1667 ordonne que les fermiers de Maimbermont (Méhoncourt) et de Bassompont jouiront des mêmes franchises, privilèges, immunités et exemptions de fourniture et logement des gens de guerre. Un ordre du 2 novembre 1667 précise que Bassompont, Maimbermont, Méhoncourt et Haigneville ne seront pas compris dans les quartiers d'hiver de cette année.
Selon les archives de Belchamp, des contestations eurent lieu à diverses reprises entre les habitants de Rozelieures et l'abbaye à propos du canal du moulin de Bassompont.
(1) Landfreid est plus souvent écrit landfrid ou encore landefride par D. Godefroy. C'était un devoir seigneurial compensé par un droit ou impôt pour protéger les voyageurs contre les attaques de bandits.
(2) Les haut-conduits étaient des chemins de grande circulation soumis à péage. Le territoire du duché de Lorraine comprenait des divisions fiscales elles aussi appelées haut-conduits pour gérer ces péages.

### Un procès civil en sorcellerie
Si les procès religieux en sorcellerie furent très nombreux en Lorraine, les procès civils sont très rares d'où l'intérêt du cas résumé ci-dessous.
En l'an VI de la République, vivait à Rozelieures un bien curieux personnage nommé Sébastien Maillard. Il était né à Pont-sur-Madon le 16 mai 1749. Il exerçait  la profession de maréchal-ferrant. Il ajoutait volontiers à ce titre, celui d'expert. Son activité ne se limitait pas aux seuls remplacement des fers à chevaux et réparations de menus objets. Il soignait aussi les animaux et se livrait parfois à des pratiques divinatoires.
Avant cela, il avait eu une vie aventureuse. Il avait d'abord pris un engagement au régiment français de Noailles cavalerie. L'homme étant de forte stature, il fut employé à la forge. Selon ses dires, il fut distingué par ses chefs qui l'auraient envoyé à l'école vétérinaire de Charenton-le-Pont. Cependant, lors de son procès, il sera incapable de citer le nom d'un seul professeur de cette école. Probablement après avoir déserté, ll passe au service du roi de Prusse et « apprend de nouveaux secrets ». Il déserte après 14 ans de service.
Travaillant de son métier « et d'autres choses », il vagabonde et passe par la Pologne, la Turquie, la Russie et la Hongrie où, en 1792, il est contraint de s'engager dans l'armée austro-hongroise. En 1793, son régiment est envoyé devant Mayence. Prétextant ne pas vouloir se battre contre des français, il déserte à nouveau et se retrouve à Gênes. Il erre ensuite à Rome, Naples et Turin et finit par obtenir un passeport qui lui permet de rentrer en France.
Est-ce par chance ou a t-il fabulé ? Personne n'a remarqué sa longue absence de France ce qui lui évite d'être inscrit sur les listes d'émigrés pendant la Révolution. De retour en Lorraine, il retrouve sa mère établie à Remenoville. En l'an V, il épouse Marianne Jacquat, habitante de Rozelieures. Sa femme possédant un peu de terres et de vignes, il exploite ce bien tout en reprenant son métier de maréchal-ferrant.
Contant ses aventures avec beaucoup de talents et ayant quelques succès dans les soins portés aux animaux, il bénéficie assez rapidement d'un grand prestige local. Il prétend guérir toutes les maladies et ne tarde pas à passer pour « un homme instruit des plus grands secrets ». En réalité, ses pratiques relèvent surtout de la sorcellerie. Il est appelé à Manoncourt-en-Vermois le 13 pluviose de l'an VI où sévit une maladie qui ruine le bétail. Si quelques cultivateurs se laissent convaincre, un propriétaire rural du nom de Charles Nicolas Sigisbert Sonnini ne se laisse pas abuser. Titulaire d'une thèse de philosophie et fervent défenseur des sciences modernes, il dénonce Sébastien Maillard pour pratique de sorcellerie.
Celui-ci comparait devant le tribunal d'arrondissement de Nancy. Il est condamné à trois mois de prison, 200 francs d'amende et au remboursement de ses victimes. Il se pourvoit en appel mais les juges confirment la décision de première instance. On n'entendra plus parler de Maillard jusqu'à son décès à Rozelieures le 16 mars 1807.

## Politique et administration
| Période                                  | Période                   | Identité                                          | Étiquette | Qualité                                                         |
| ---------------------------------------- | ------------------------- | ------------------------------------------------- | --------- | --------------------------------------------------------------- |
| Les données manquantes sont à compléter. |                           |                                                   |           |                                                                 |
| 1852                                     |                           | Céleste Cosserat                                  |           | nommé par le préfet ; décret du prince-président du 7/7/1852    |
| après 1906                               | avant 1914                | Constant Cosserat                                 |           |                                                                 |
| septembre 1914                           |                           | Constant Cosserat                                 |           | en l'absence du Maire, rempli la fonction sur demande du préfet |
| avant 1923                               |                           | Anxionnat                                         |           |                                                                 |
|                                          | décembre 1941             | Albert Boulangeat                                 |           | décédé en cours de mandat                                       |
|                                          |                           |                                                   |           |                                                                 |
| mars 1962                                | mars 1977                 | Jean Grallet                                      |           |                                                                 |
| mars 1977                                | mars 2008                 | Hubert Grallet                                    |           | fils du précédent                                               |
| mars 2008                                | En cours (au 25 mai 2020) | Jean-Pierre Jaquat Réélu pour le mandat 2020-2026 |           |                                                                 |

## Population et société

### Démographie
L'évolution du nombre d'habitants est connue à travers les recensements de la population effectués dans la commune depuis 1793. Pour les communes de moins de 10 000 habitants, une enquête de recensement portant sur toute la population est réalisée tous les cinq ans, les populations de référence des années intermédiaires étant quant à elles estimées par interpolation ou extrapolation. Pour la commune, le premier recensement exhaustif entrant dans le cadre du nouveau dispositif a été réalisé en 2006.

En 2022, la commune comptait 183 habitants, en évolution de −4,19 % par rapport à 2016 (Meurthe-et-Moselle : −0,13 %, France hors Mayotte : +2,11 %).
| 1793 | 1800 | 1806 | 1821 | 1831 | 1836 | 1841 | 1846 | 1851 |
| ---- | ---- | ---- | ---- | ---- | ---- | ---- | ---- | ---- |
| 540  | 600  | 615  | 638  | 667  | 668  | 630  | 648  | 637  |

| 1856 | 1861 | 1872 | 1876 | 1881 | 1886 | 1891 | 1896 | 1901 |
| ---- | ---- | ---- | ---- | ---- | ---- | ---- | ---- | ---- |
| 583  | 580  | 544  | 553  | 510  | 532  | 493  | 458  | 396  |

| 1906 | 1911 | 1921 | 1926 | 1931 | 1936 | 1946 | 1954 | 1962 |
| ---- | ---- | ---- | ---- | ---- | ---- | ---- | ---- | ---- |
| 404  | 380  | 279  | 268  | 235  | 235  | 190  | 224  | 189  |

| 1968 | 1975 | 1982 | 1990 | 1999 | 2006 | 2011 | 2016 | 2021 |
| ---- | ---- | ---- | ---- | ---- | ---- | ---- | ---- | ---- |
| 166  | 147  | 135  | 138  | 139  | 160  | 191  | 191  | 186  |

| 2022 | - | - | - | - | - | - | - | - |
| ---- | - | - | - | - | - | - | - | - |
| 183  | - | - | - | - | - | - | - | - |

## Économie
L'essentiel de l'activité locale est agricole. Rozelieures se situe au cœur de l'un des terroirs favorables à la mirabelle de Lorraine. Une famille s'est spécialisée dans cette production et ses dérivés depuis 3 générations, faisant de cette commune l'une des plus connues pour le fruit symbolique de la région. C'est cette exploitation qui a créé la maison de la mirabelle.

## Culture locale et patrimoine

### Lieux et monuments

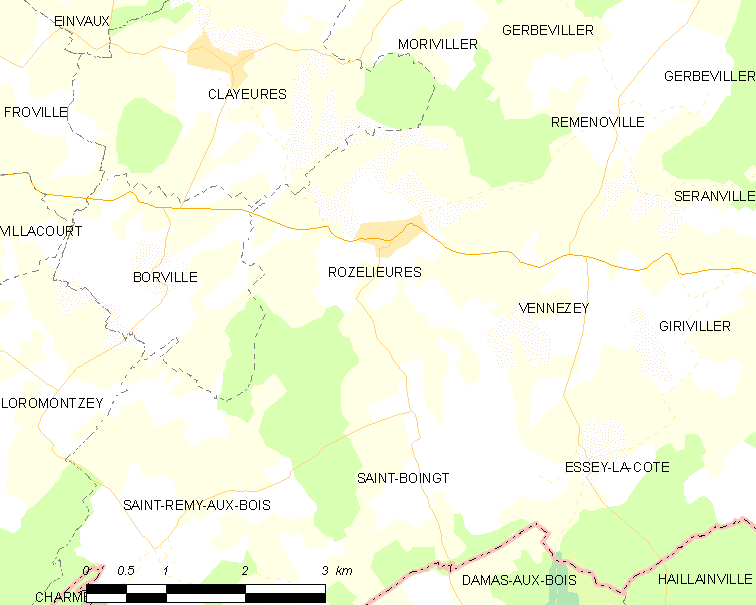
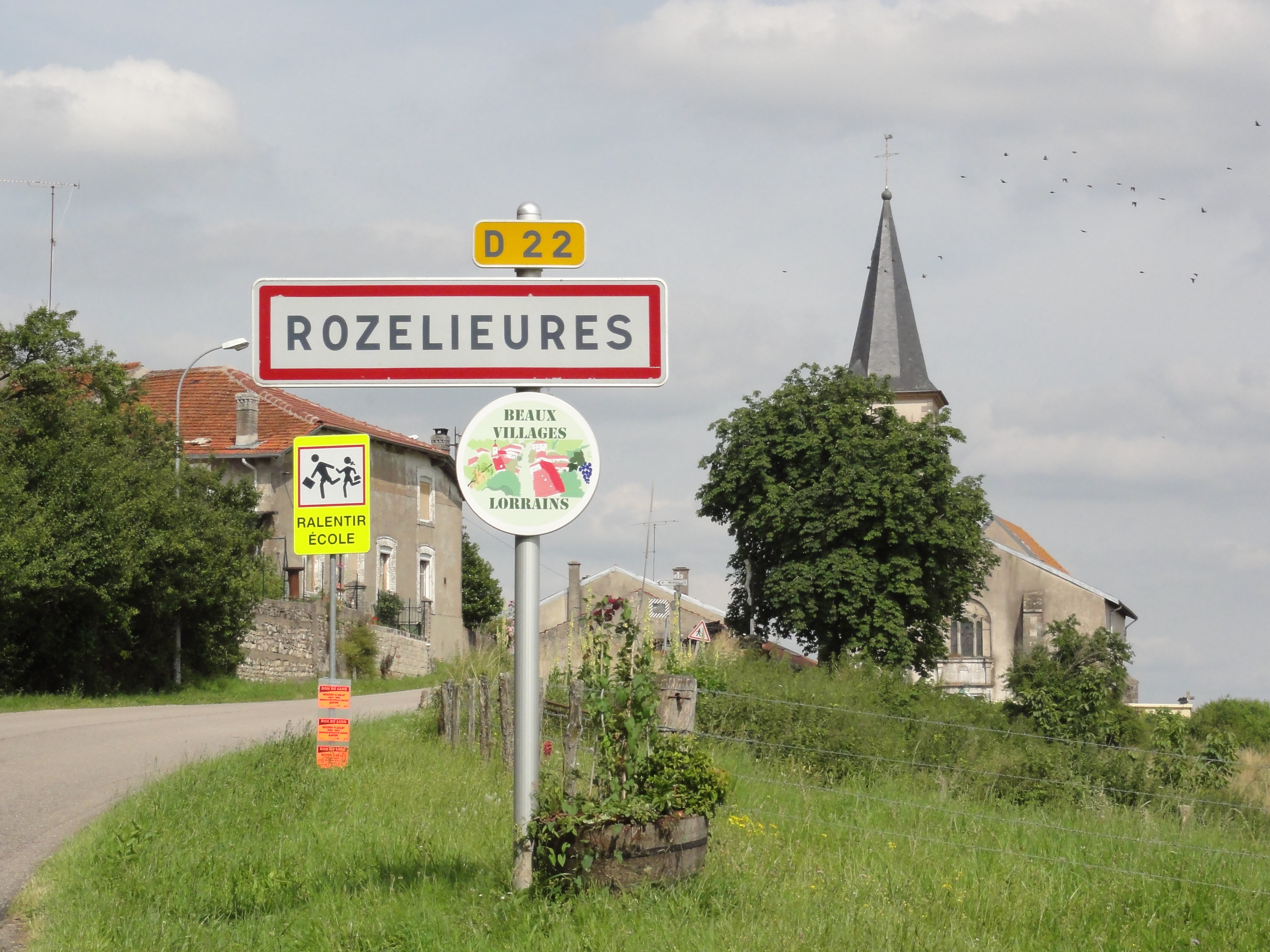
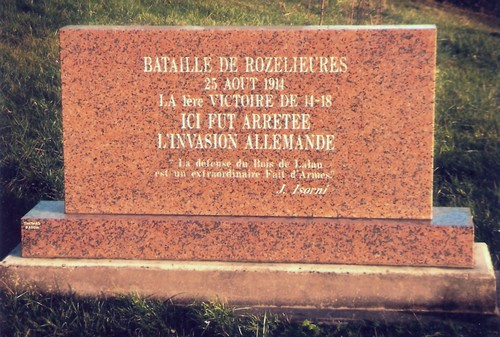
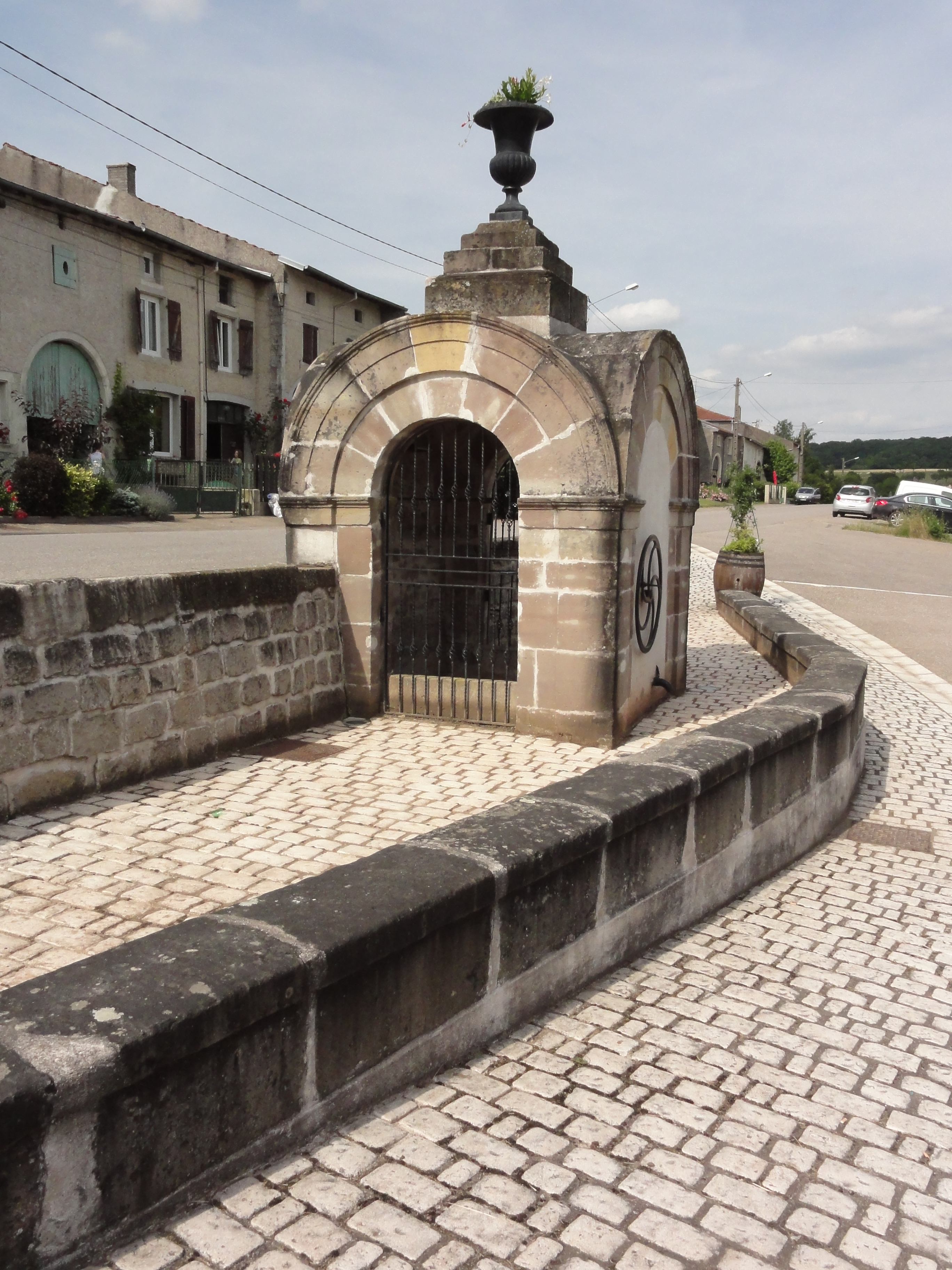

#### Édifices civils
- Fontaine monumentale[précision nécessaire].
- Cimetière militaire français, monument commémoratif de la victoire du 24 août 1914.
- Maison de la mirabelle.

#### Édifices religieux
- Église Saint-Martin XVIe : tour XIXe, portail Renaissance.

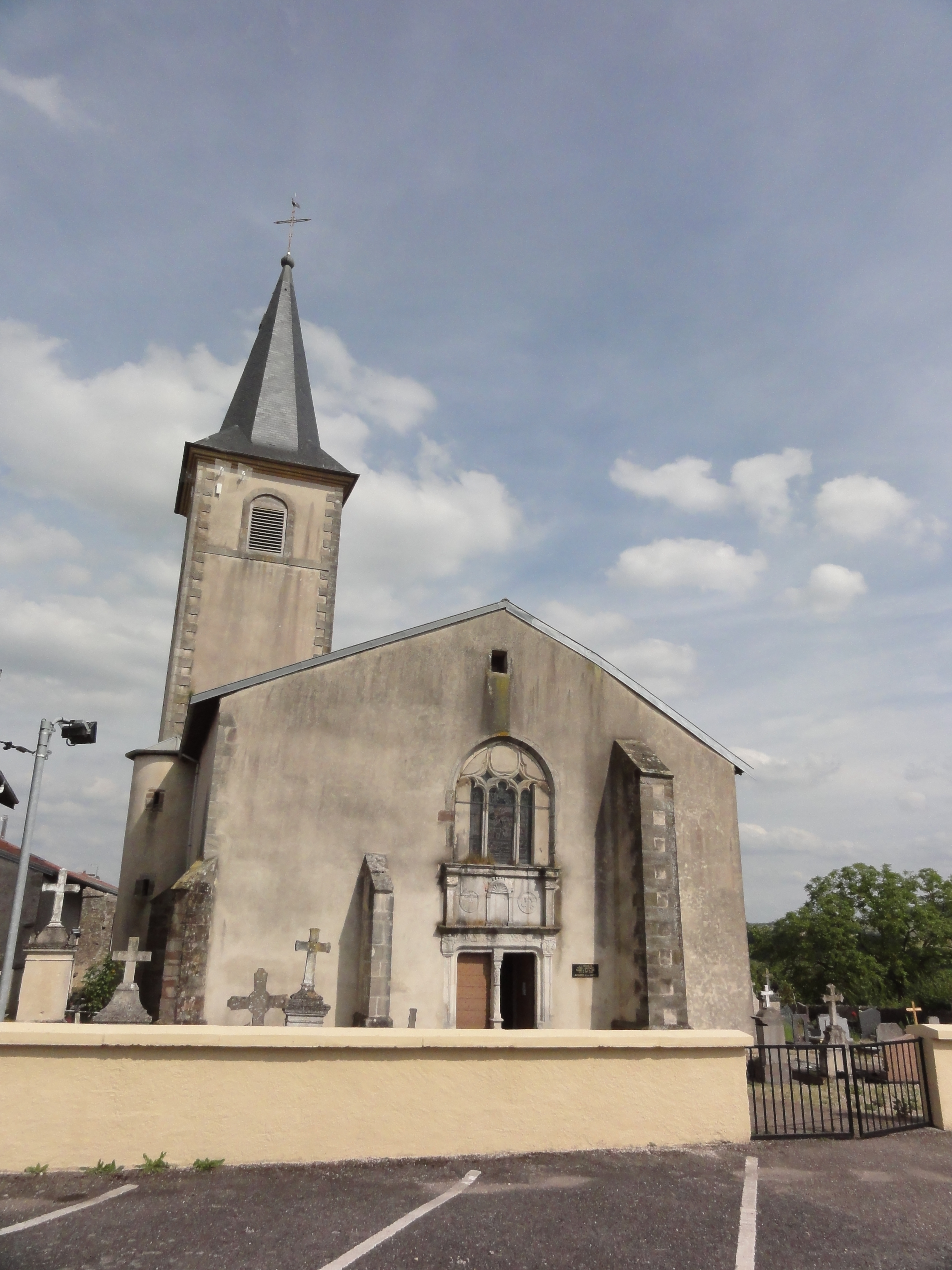
L'église.

- Chapelle Sainte-Barbe à l'entrée du village.

### Personnalités liées à la commune
- Mgr Jean-Pierre Grallet, O.F.M. (ordre des frères mineurs, donc franciscain) évêque auxiliaire de Strasbourg depuis 2004, et archevêque de Strasbourg depuis 2007, est né à Rozelieures le 20 mai 1941.

### Héraldique
| Blason de Rozelieures | Blason  | Écartelé : au 1er d'or, à la bande de gueules chargée de trois alérions d'argent ; au 2e d'or, à la croix de gueules, au franc-quartier d'argent chargé d'un lion de sable, armé et lampassé de gueules, couronné d'or ; au 3e de gueules, aux deux saumons adossés d'argent ; au 4e de gueules, à la bande d'argent. |
| Blason de Rozelieures | Détails | Le statut officiel du blason reste à déterminer. |